# Bithoor
Bithoor is een nagar panchayat (plaats) in het district Kanpur Nagar van de Indiase staat Uttar Pradesh. Het is een hindoeïstisch pelgrimsoord gelegen aan de Ganges.

## Demografie
Volgens de Indiase volkstelling van 2001 wonen er 9.647 mensen in Bithoor, waarvan 55% mannelijk en 45% vrouwelijk is. De plaats heeft een alfabetiseringsgraad van 62%.